# Реджай Кутан
Мехмет Реджай Кутан (на турски: Recai Kutan) е турски политик. В периода 2001 – 2003 г. и 2006 – 2008 г. е председател на Партията на щастието.

## Биография
Реджай Кутан е роден през 1930 г. в град Малатия, Турция. През 1952 г. завършва Техническия университет в Истанбул. До 1973 г. работи като инженер по различни проекти, включително проекта за Югоизточен Анадол. Неговата политическа кариера започва през 1973 г., когато постъпва в партия Национално спасение, а след 1983 г. става член на Партията на благоденствието. През 1996 г. става министър на енергетиката и природните ресурси, в политическата коалиция водена от Партията на благоденствието.
На 3-тия конгрес на Партията на щастието, проведен на 26 октомври 2008 г. в Анкара той не се кандидатира за преизбиране като председател, и е наследен от Нуман Куртулмуш. Той е член на общността „Искендер паша“, която е турска суфистка общност на тарикат Накшбандия.